# قائمة أكبر الشركات النمساوية
تسرد هذه المقالة أكبر الشركات في النمسا من حيث إيراداتها وصافي أرباحها وإجمالي أصولها، وفقًا لمجلات الأعمال الأمريكية فورتشن و فوربس.

## الشركات النمساوية في قائمة فورتشن 2019
تعرض هذه القائمة جميع الشركات النمساوية المدرجة في قائمة فورتشن غلوبال 500، والتي تصنف أكبر الشركات في العالم من حيث الإيرادات السنوية، الأرقام الواردة أدناه معطاة بملايين الدولارات الأمريكية وهي خاصة بالسنة المالية 2018.  كما تم إدراج المقر الرئيسي وصافي الربح وعدد الموظفين وقطاع الصناعة لكل شركة.تواجدت شركة نمساوية واحدة في إصدار 2019 من قائمة فورتشن غلوبال 500.
| الترتيب على النمسا | الترتيب العالمي فورتشن 500 | الشركة   | صناعة        | الإيراد (بالملايين) | أرباح (بالملايين) | الموظفين | مقر   |
| ------------------ | -------------------------- | -------- | ------------ | ------------------- | ----------------- | -------- | ----- |
| 1                  | 459                        | أو إم في | النفط والغاز | 27.061              | 1،789             | 20،231   | فيينا |

## الشركات النمساوية في قائمة فوربس 2019
تستند هذه القائمة إلى فوربس غلوبال 2000، والتي تصنف أكبر 2000 شركة مساهمة عامة في العالم، تأخذ قائمة فوربس في الاعتبار العديد من العوامل، بما في ذلك الإيرادات وصافي الربح وإجمالي الأصول والقيمة السوقية لكل شركة؛ حيث يتم إعطاء كل عامل مرتبة مرجحة من حيث الأهمية عند النظر في الترتيب العام، ويسرد الجدول أدناه أيضًا المقر الرئيسي وقطاع الصناعة لكل شركة. الأرقام بمليارات الدولارات الأمريكية للعام المالي 2018. 
| الترتيب على النمسا | الترتيب العالمي فوربس 2000 | الشركة               | مقر   | الإيراد (بالمليارات) | أرباح (بالمليارات) | أصول (بالمليارات) | قيمة (بالمليارات) | صناعة            |
| ------------------ | -------------------------- | -------------------- | ----- | -------------------- | ------------------ | ----------------- | ----------------- | ---------------- |
| 1                  | 391                        | مجموعة Erste         | فيينا | 11.5                 | 2.0                | 271.5             | 17.0              | الخدمات المصرفية |
| 2                  | 405                        | أو إم في             | فيينا | 27.1                 | 1.7                | 44.1              | 18.2              | النفط والغاز     |
| 3                  | 636                        | بنك رايفايزن الدولي  | فيينا | 8.8                  | 1.4                | 160.2             | 8.9               | الخدمات المصرفية |
| 4                  | 1162                       | Voestalpine          | لينز  | 15.8                 | 0.6                | 17.4              | 6.1               | صلب              |
| 5                  | 1192                       | مجموعة فيينا للتأمين | فيينا | 11.9                 | 0.3                | 57.2              | 3.6               | تأمين            |
| 6                  | 1362                       | Strabag              | فيينا | 17.6                 | 0.5                | 13.3              | 3.5               | بناء             |
| 7                  | 1399                       | Verbund              | فيينا | 3.4                  | 0.5                | 13.4              | 17.2              | خدمات            |
| 8                  | 1424                       | BAWAG P.S.K.         | فيينا | 1.9                  | 0.5                | 51.1              | 5.0               | الخدمات المصرفية |
| 9                  | 1607                       | مجموعة Uniqa للتأمين | فيينا | 6.7                  | 0.3                | 32.4              | 3.3               | تأمين            |